# سنگدانه (گیاه)
سنگدانه (نام علمی: Lithospermum officinale) نام یک گونه از سرده سنگدانه است.